# Castillo de Guadamur
El castillo de Guadamur es una fortificación situada en el municipio español de Guadamur, en la Provincia de Toledo.

## Situación
Se ubica en el municipio toledano de Guadamur, en Castilla-La Mancha. El castillo está situado al este de la villa, en el cerro de la Ermita, un pequeño promontorio bajo el que pasaba el arroyo que cruzaba el pueblo.

## Historia
El castillo de Guadamur se construyó en varias fases, la primera de ellas hacia 1470 y la segunda hacia 1520. Fue construido por órdenes del conde de Fuensalida, para afianzar la protección de la zona, múltiples veces asediada: de 1446 a 1521 el lugar sufrió en varias ocasiones incendios y saqueos. El castillo, así como el condado, fueron posesión de la familia Ayala, agraciada con el condado de Fuensalida en 1470 por el rey Enrique IV de Castilla, pasando a la Casa de Velasco en el siglo XVII, en la persona de Bernardino Fernández de Velasco y Pacheco Téllez-Girón, VIII conde de Fuensalida. En el siglo XVIII, el título y la propiedad pasaron a formar parte del inmenso patrimonio de la Casa de Escalona, siendo después disputados por la XVI duquesa de Osuna y el XVII conde de Cedillo, descendiente matrilineal del II conde de Fuensalida.

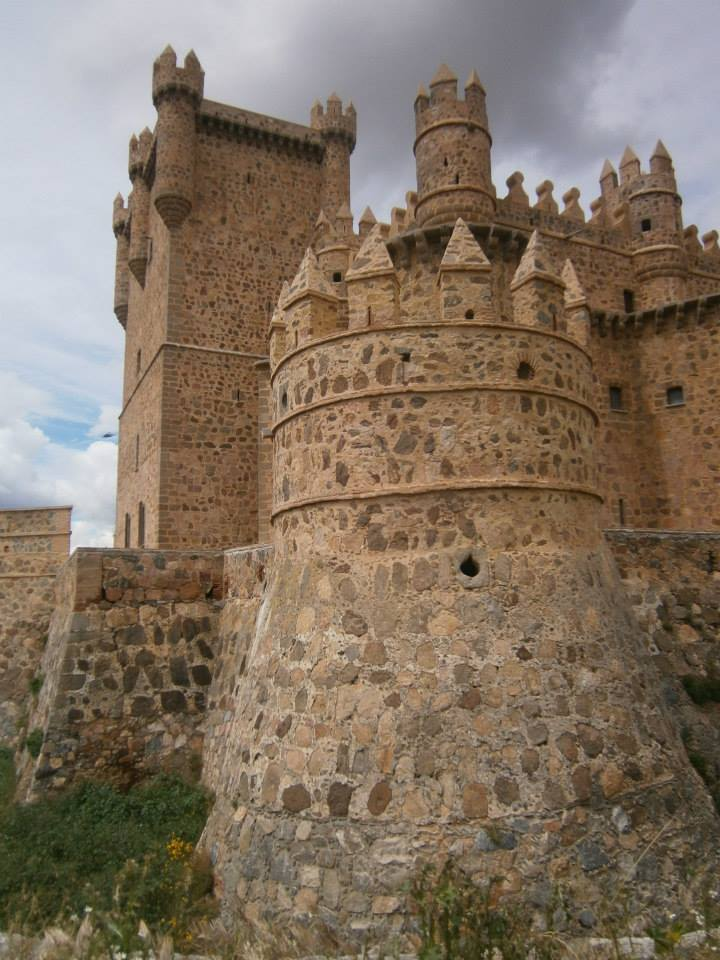
Vista de una de las torres

El edificio tuvo marcado carácter militar hasta el siglo XVIII, época en la que los condes se trasladaron a su palacio toledano, junto a la iglesia de Santo Tomé, que hoy alberga la presidencia de la Junta de Comunidades de Castilla-La Mancha. El castillo, junto a su función protectora, servía también como destino de descanso y de caza de la familia, aunque fue ideado como refugio seguro próximo a Toledo en caso de que los acontecimientos políticos así lo aconsejaran (en 1471, en 1473 y posiblemente en 1507 y durante la Guerra de las Comunidades). 

Las Relaciones topográficas de Felipe II informan de que el castillo "tiene sus armas antiguas (...) y su alcaide con su salario". En 1637, 1641 y 1659 el rey Felipe IV ordenó al VI conde de Fuensalida que le entregase todo el armamento disponible para atender a las necesidades bélicas de la Corona. Los distintos condes estuvieron muy relacionados con el ejército: oficiales en la guerra de los Reyes Católicos con Francia, en San Quintín con Felipe II, en los ejércitos de Felipe IV, etc. El alcaide del castillo representaba al conde en la toma de posesión de los cargos municipales y en la vida social de la villa, preferentemente en lo relacionado con la Iglesia, pero no en la administración jurídica y económica.

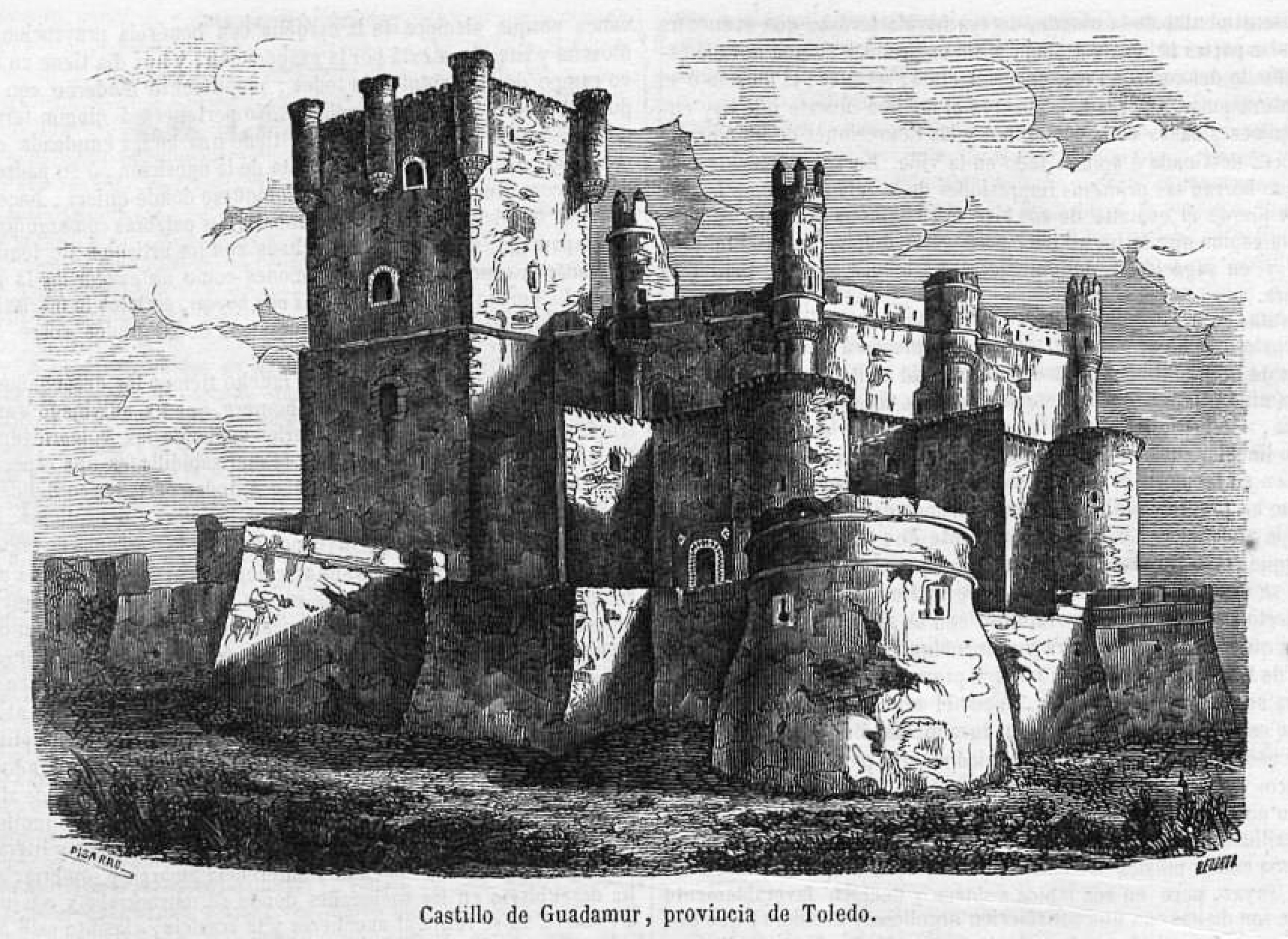
El Castillo de Guadamur en una ilustración de la revista Semanario Pintoresco Español, de agosto de 1850.

En 1880 tres vecinos de Guadamur deciden comprar el castillo a Bernardino Fernández de Velasco y Roca de Togores Pacheco y Téllez-Girón, XVIII conde de Haro, descendiente de los condes de Fuensalida. Durante esos años, estos tres vecinos alojan en él a pobres y necesitados, sin embargo, el deterioro del edificio era notable y las condiciones insalubres. Siete años más tarde, el 4 de mayo de 1887, Jerónimo López de Ayala y del Hierro, V marqués de Villanueva del Castillo, descendiente de los Ayala, anima a su suegro, el IV barón de las Cuatro Torres, conde del Asalto, a comprarlo para su restauración y segunda vivienda; aquel como especialista en historia del arte y este como medievalista.
El nuevo propietario, Carlos Morenés y Tord, IV barón de las Cuatro Torres, había nacido en La Nou de Gaya (Tarragona) en 1835. Fue senador electo en la cámara alta por la provincia de Tarragona en las legislaturas 1876-77, 1884-85 y 1891-93. Estaba casado con María Fernanda García-Alessón y Pardo de Rivadeneyra, VI condesa de Asalto y baronesa de Davalillo.

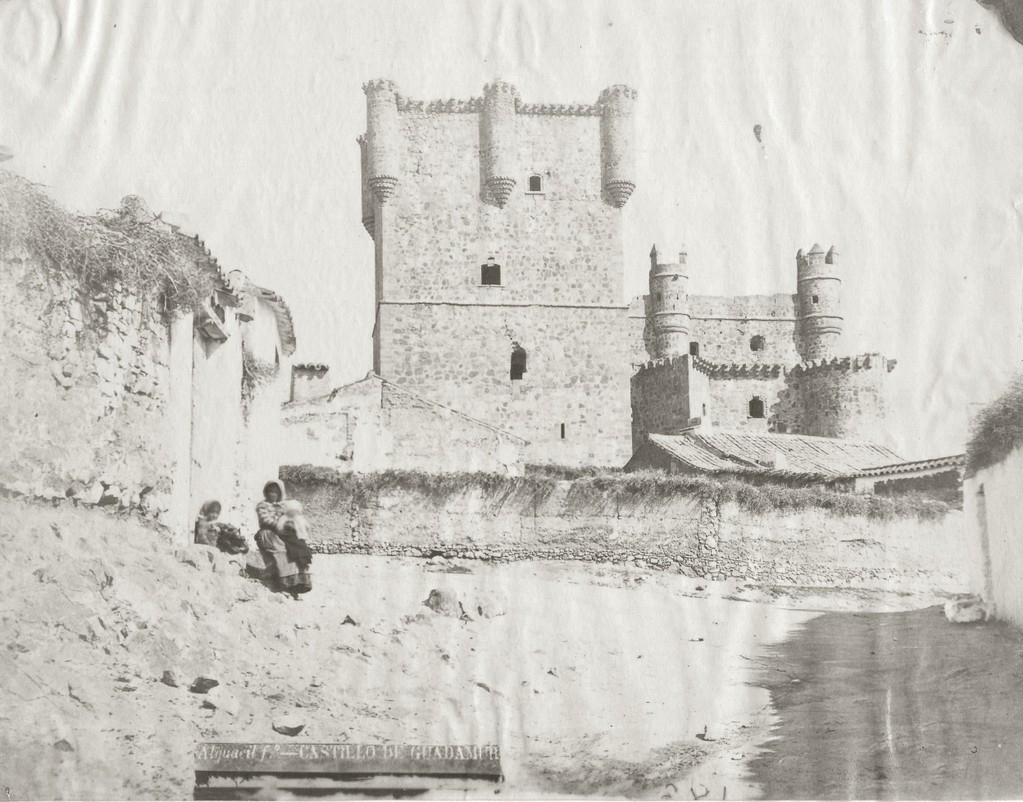
El castillo de Guadamur hacia 1875 por Casiano Alguacil.

Tras los daños sufridos por el edificio en la Guerra Civil, fue el marqués de Aguilar de Campoo quien llevó a cabo la última restauración.
El 18 de junio de 1964 fue declarado monumento histórico-artístico. En la actualidad tiene el estatus de Bien de Interés Cultural, con código RI-51-0001611.

## Descripción y características

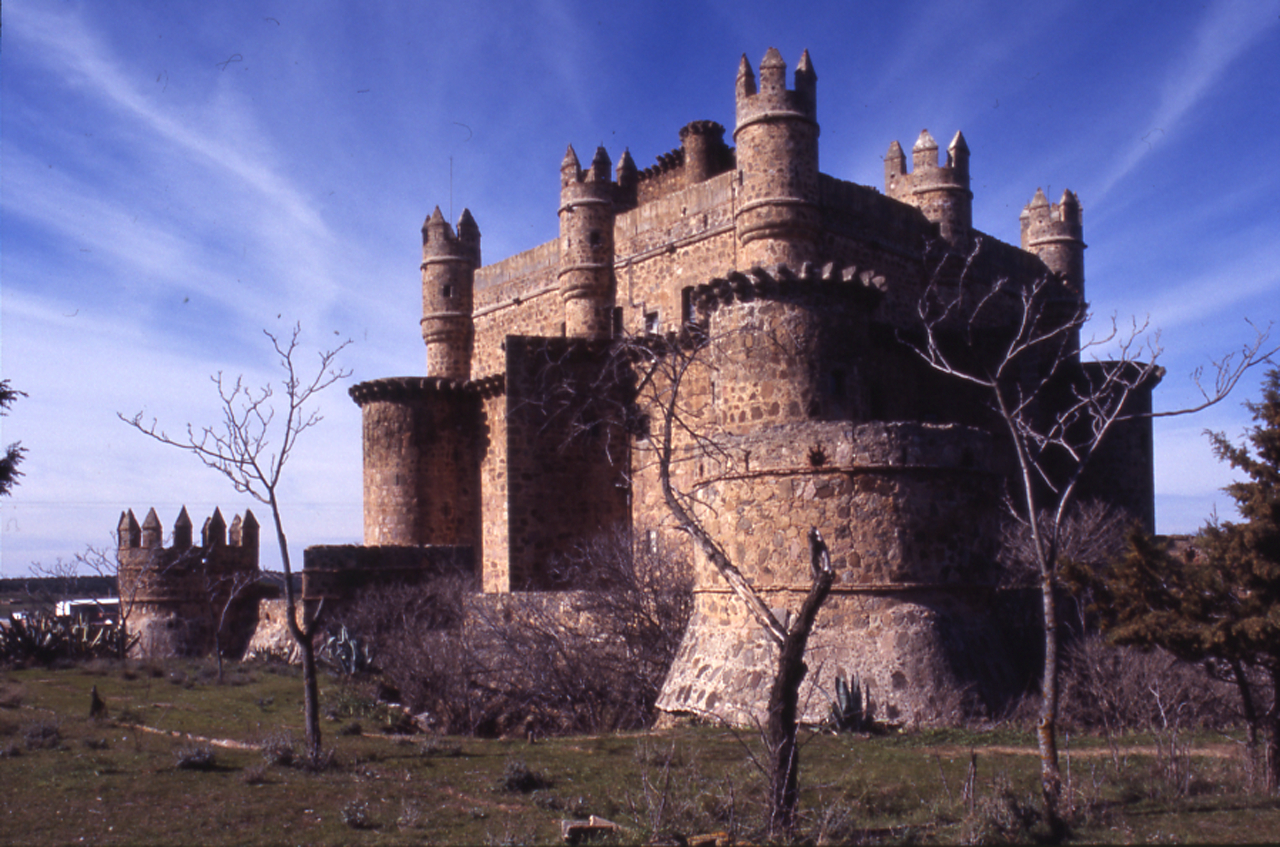
Fotografiado por Paolo Monti

La torre del homenaje es un prisma de 30 m de altura con una base de 10 m por 15 m. 
El patio de armas y palacio es de planta cuadrangular, de 20 m por 12 m. Los cuatro ángulos se rematan con torreones circulares. En la mitad de cada muro surge un prisma de base triangular, una punta de estrella, solución de refuerzo que es de las primeras en su género y antecedente de la arquitectura militar defensiva de los siglos XVIII y XIX. Palacio y torre son de mampostería granítica con piezas de sillería labrada. La planta baja del palacio (capilla, cocina, dependencias de servicio, etc.) tiene cubierta abovedada; la planta principal (dependencias y dormitorios) tiene estructura adintelada y presenta artesonados.
En la segunda fase se construyeron un segundo cuerpo de palacio, una barrera exterior defensiva y un foso.

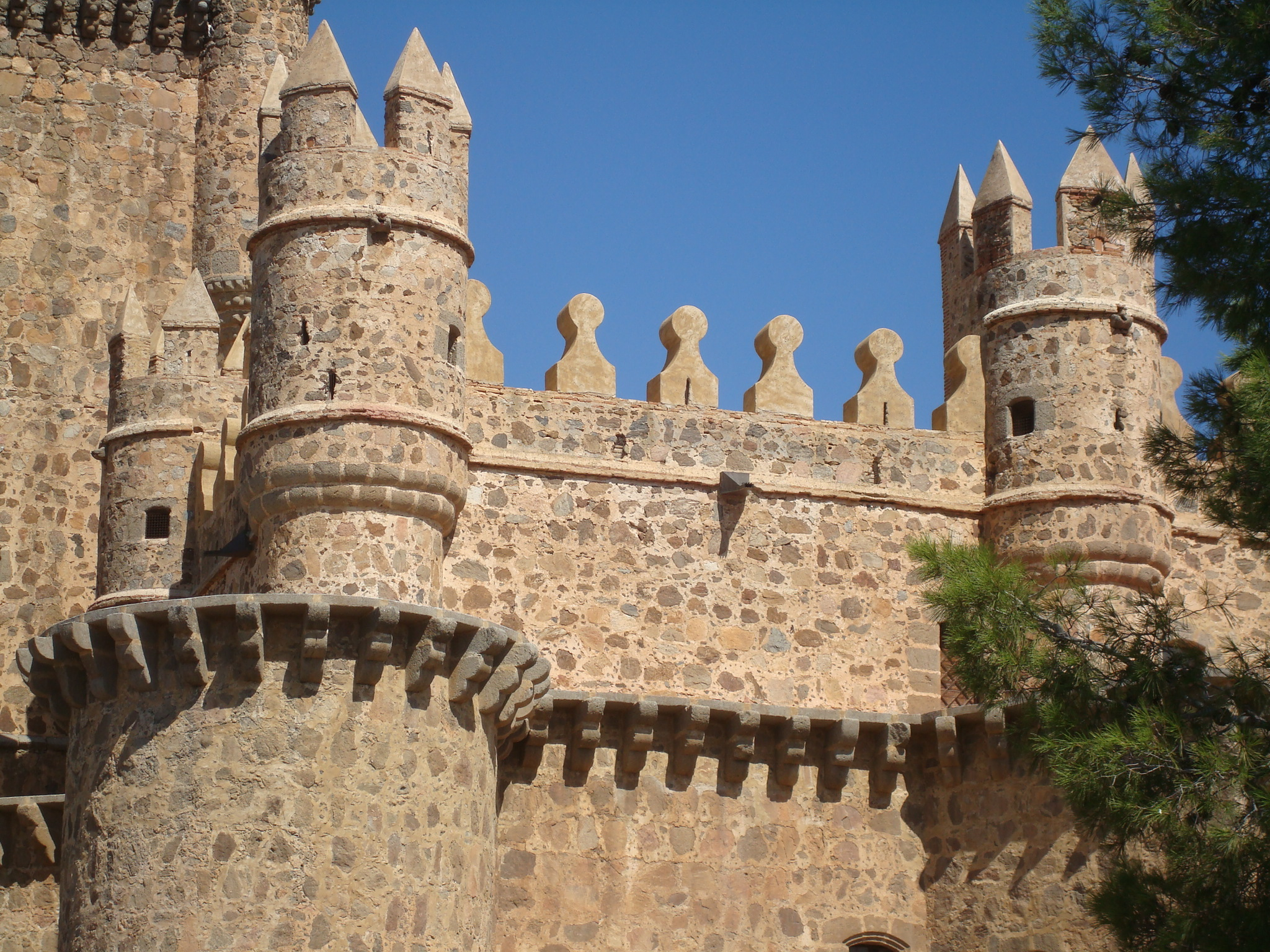
Detalle de las almenas del castillo

En la reconstrucción del siglo XIX el conde de Cedillo plasmó en unos frescos de la planta noble la excursión a Guadamur de los príncipes Juana y Felipe del 11 de julio de 1502.
Benito Pérez Galdós se refiere a esta restauración en su novela Ángel Guerra (segunda parte, capítulo III, sección VIII):

—¿Lo ves, lo ves, tonta, incrédula? —gritó doña Catalina saltando de gozo—. ¿Ves cómo es castillo por los cuatro costados? Veremos lo que dice ahora Simón. Oye, Casiano: ¿y no podría restaurarse ese magnífico monumento?

—¡Como resucitarse... sí! Ahí está el de Guadamur, sacado de la sepultura. Pero habrá que tirar millones.
Benito Pérez Galdós,  Ángel Guerra (segunda parte, capítulo III, sección VIII)

Entre las obras de arte, destaca la pintura del castillo de Guadamur debida a Ricardo Madrazo (1910), hoy en la Hispanic Society of America de Nueva York (Estados Unidos).
El castillo ha aparecido en películas como El caballero negro (1954), El Cid Cabreador (1983), Juana la loca... de vez en cuando (1983), Los Borgia (2006), Miguel y William (2007), La corona partida (2016) y la serie de Prime Video El Cid (2020).